# Strada provinciale 86 Lungosavena
La strada provinciale 86 Lungosavena è una strada provinciale italiana della città metropolitana di Bologna.

## Percorso
Parte dalla rotonda Sabina Santilli al confine fra i comuni di Bologna e Castenaso. Si dirige a nord, entra nel territorio di Granarolo Emilia, di cui aggira il centro, e si immette nella SP 5 S. Donato nei pressi dell'intersezione con la SP 3 Trasversale di Pianura.